# This Time (album de Melanie Chisholm)
Pour les articles homonymes, voir This Time.
Albums de Melanie Chisholm
Beautiful Intentions
(2005)
This Time est le 4e album de Melanie Chisholm, sorti en 2007.

## Titres
| No  | Titre                  | Durée |
| --- | ---------------------- | ----- |
| 1.  | Understand             | 3:43  |
| 2.  | What If I Stay         | 3:17  |
| 3.  | Protected              | 4:37  |
| 4.  | This Time              | 3:32  |
| 5.  | Carolyna               | 3:21  |
| 6.  | Forever Again          | 3:44  |
| 7.  | Your Mistake           | 3:55  |
| 8.  | The Moment You Believe | 3:35  |
| 9.  | Don't Let Me Go        | 3:57  |
| 10. | Immune                 | 4:47  |
| 11. | May Your Heart         | 4:04  |
| 12. | Out of Time            | 3:47  |
| 13. | I Want Candy           | 3:24  |

## Information
"I Want Candy" fait partie de la B.O. du film britannique du même nom sortie en 2007.